# Villa Lais
Villa Lais è un parco pubblico di 28 000 m² di Roma.
Si trova nel quartiere Tuscolano all'interno dell'area urbana di Furio Camillo, nel territorio del Municipio Roma VII.
Ha quattro accessi: piazza Giovanni Cagliero, via Paolo Albera, via Deruta e via Giacomo Costamagna.

## Storia
Villa Lais (Orti Lais alla Marrana), già Vigna Costantini, fu costruita nei primi anni del XX secolo.